# Mercedes-Benz T80
El Mercedes-Benz Weltrekordwagen T80 es un vehículo de seis ruedas construido por Mercedes-Benz, desarrollado y diseñado por Ferdinand Porsche a finales de la década de 1930. Tenía la intención de romper el récord de velocidad en tierra, pero nunca lo intentó, ya que el proyecto se vio superado por el estallido de la Segunda Guerra Mundial.

## Historia

### Antecedentes
El proyecto favorito del piloto alemán de renombre mundial Hans Stuck era tomar el récord mundial de velocidad en tierra y convenció a Mercedes-Benz para construir un auto de carreras especial para el intento. Con el apoyo oficial de Adolf Hitler (un fanático de los autos de carrera influenciado por Stuck), el proyecto se inició en 1937. El diseñador automotriz Ferdinand Porsche primero apuntó a una velocidad de 550 km/h, pero después de las exitosas carreras de George Eyston y John Cobb de 1938 y 1939, la velocidad objetivo se elevó a 600 km/h. A finales de 1939, cuando se terminó el proyecto, la velocidad objetivo era mucho más alta, 750 km/h. Este sería también el primer intento de récord absoluto de velocidad en tierra en suelo alemán, Hitler imaginó el T80 como otro triunfo propagandístico de la superioridad tecnológica alemana para ser presenciado por todo el mundo, cortesía de la televisión alemana. El mismo recorrido de Autobahn ya había demostrado ser ideal para batir récords en clases de menor capacidad, ya que el británico Goldie Gardner superó las 200 mph (322 km/h) allí.

### Poder
El T80 es un coche de un alcance de 750 km y 3000 caballos de fuerza y un motor v12 de 44,5 litros

### Construcción
La dificultad del desafío se enfrentó con dinero y genio de la ingeniería. El automóvil medía más de 8 metros de largo, tenía tres ejes con dos de ellos accionados, pesaba más de 2,7 toneladas y producía 3000 hp junto con la aerodinámica del especialista Josef Mickl para alcanzar una velocidad proyectada de 750 km/h. Aerodinámicamente, el T80 incorporó una cabina cerrada diseñada por Porsche, un capó de baja inclinación, alas redondeadas y brazos de cola alargados. En la mitad de la carrocería había dos pequeñas alas para proporcionar carga aerodinámica y garantizar la estabilidad; estas alas se inspiraron en las alas del Opel-RAK de 1928. La carrocería de doble cola muy aerodinámica logró un coeficiente de resistencia aerodinámica de 0,18, una cifra asombrosamente baja para cualquier vehículo.

### Guerra y después de la guerra
La fecha para el "RekordWoche" se fijó en enero de 1940, pero la guerra que comenzó el 1 de septiembre de 1939 impidió el intento del T80. En 1939, el vehículo recibió el apodo extraoficial de Schwarzer Vogel (Pájaro Negro) por Adolf Hitler e iba a ser pintado con los colores nacionalistas alemanes, con el águila alemana y la esvástica nazi, pero el evento fue cancelado y el T80 guardado en un garaje.
El motor del avión DB 603 se retiró posteriormente durante la guerra, mientras que el vehículo se trasladó a un lugar seguro y almacenado en Carintia, Austria. El T80 sobrevivió a la guerra y finalmente se trasladó al Museo Mercedes-Benz de Stuttgart para su exhibición permanente.